# Bayuntaa
Bayuntaa is een bestuurslaag in het regentschap Flores Timur van de provincie Oost-Nusa Tenggara, Indonesië. Bayuntaa telt 339 inwoners (volkstelling 2010).